# FK Atyrau
Der FK Atyrau (kasachisch: Атырау Футбол Клубы, russisch Атырау футбольный клуб) ist ein kasachischer Fußballverein aus der im Westen Kasachstans gelegenen Stadt Atyrau.

## Geschichte

### Namensentwicklung
Der Verein wurde 1978 unter dem Namen Prikaspijez Gurjew (Прикаспиец Гурьев) gegründet. 2000 erfolgte die Umbenennung in FK Atyrau (ФК Атырау).

### Sowjetische Meisterschaft
In den ersten beiden Jahren nach der Gründung nahm der Verein nur an der regionalen Meisterschaft teil. 1980 wurde die Mannschaft in die dritthöchste sowjetische Spielklasse aufgenommen. Nach zwei enttäuschenden Spielzeiten wurde der Verein bereits im Jahr 1981 wieder aufgelöst.

### Kasachische Meisterschaft
Im Jahre 2000 wurde der Verein in der zweiten kasachischen Liga reaktiviert. Seit 2001 spielt der Klub in der kasachischen Premjer-Liga. Zwei Mal 2001 mit elf Punkten auf Schenis Astana und 2002 mit acht Zählern Rückstand Irtysch Pawlodar wurde die Vizemeisterschaft errungen. In den drei folgenden Spielzeiten rutschte das Team in das Mittelmaß ab. In den Jahren 2006 bis 2008 spielte der FK Atyrau um den Verbleib in der höchsten kasachischen Spielklasse. In der Saison 2009 erkämpfte die Mannschaft den sechsten Rang. Im gleichen Jahr wurde ebenfalls der erste nationale Pokalgewinn gefeiert, als im Finale Schachtjor Qaraghandy in der hauptstädtischen Astana Arena mit 1:0 bezwungen wurde.

## Stadion
Der Verein trägt seine Heimspiele im 8.690 Zuschauer fassenden Munaischy-Stadion aus, das bereits im Jahre 1954 erbaut wurde.

## Europapokalbilanz
Der Verein nahm an der Qualifikation zum UEFA-Pokal 2002/03 teil. In der ersten Runde schied die Mannschaft gegen den slowakischen Teilnehmer Matador Púchov nach 0:0 und 0:2 aus. In der folgenden Saison wurde das Team ebenfalls in der ersten Qualifikationsrunde des UEFA-Pokal 2003/04 von Lewski Sofia aus Bulgarien nach 1:4 und 0:2 rausgeworfen. Auch der dritte Auftritt auf der europäischen Bühne endete erfolglos für den Verein aus Atyrau als beide Partien gegen den ungarischen Kontrahenten Győri ETO FC verloren gingen.
| Saison  | Wettbewerb         | Runde                  | Gegner         | Gesamt | Hin        | Rück    |
| ------- | ------------------ | ---------------------- | -------------- | ------ | ---------- | ------- |
| 2002/03 | UEFA-Pokal         | Qualifikation          | Matador Púchov | 0:2    | 0:0 (H)    | 0:2 (A) |
| 2003/04 | UEFA-Pokal         | Qualifikation          | Lewski Sofia   | 1:6    | 1:4 (A)    | 0:2 (H) |
| 2010/11 | UEFA Europa League | 2. Qualifikationsrunde | Győri ETO FC   | 0:5    | 00:3 (H) 1 | 0:2 (A) |

Gesamtbilanz: 6 Spiele, 1 Unentschieden, 5 Niederlagen, 1:13 Tore (Tordifferenz −12)

## Erfolge

### Meisterschaftserfolge
- Kasachischer Vizemeister: 2001, 2002

### Pokalerfolge
- Kasachischer Pokalsieger: 2009
- Kasachischer Pokalfinalist: 2017, 2018, 2019
- Kasachischer Supercupfinalist: 2010

## Bekannte ehemalige Spieler
| Kasachstan - Wadim Borowski (2009) - Älibek Böleschew (2009) - Sergei Chischnitschenko (2010) - Nikita Chochlow (2012) - Aslan Darabajew (2013) - Bauyrschan Scholschijew (2009–2011) - Alexander Grigorenko (2004–2006) - Alexander Kirow (2009) - Denis Rodionow (2002–2006) - Eduard Sergienko (2008) - Andrei Trawin (2011) - Roman Usdenow (2008–2009) - Denis Wolodin (2008, 2011) | GUS - Tigran Gharabaghzjan (2010) - Wladimir Dwalischwili (2017) - Utscha Lobschanidse (2017) - Giorgi Peikrischwili (2009–2010, 2013–2014) - Anton Semljanuchin (2018) - Viorel Frunză (2010) - Arslan Satubaldin (2008) - Shavkat Salomov (2017) - Dsmitry Parchatscheu (2014–2015) - Ihar Sjankowitsch (2018) | Europa - Gradimir Crnogorac (2010) - Ivica Žunić (2019) - Savio Nsereko (2014) - Abdel Lamanje (2016) - Hannes Sigurðsson (2012) - Tomislav Barbarić (2018) - Sylvano Comvalius (2011) - Kiran Bechan (2011) - Przemysław Trytko (2016) - Marius Croitoru (2010) - Alexandru Curtean (2016) | Afrika - Dominic Adiyiah (2014) - Guy Essame (2014–2016) - Michael Odibe (2014–2015) - Ibezito Ogbonna (2011) - Abdoulaye Diakhaté (2015) - Malick Mane (2019) | Amerika - Nivaldo (2011–2012) - Bryan (2021) |

## Trainer
- Sergei Andrejew (2008)
- Wiktor Passulko (2010)
- Zoran Filipović (2011–2012)
- Zoran Vulić (2017)